# Statuaire publique dans la Loire
 (avril 2021).
La statuaire publique dans le département de la Loire connait de nombreuses évolutions entre le XIXe siècle et le XIXe siècle.

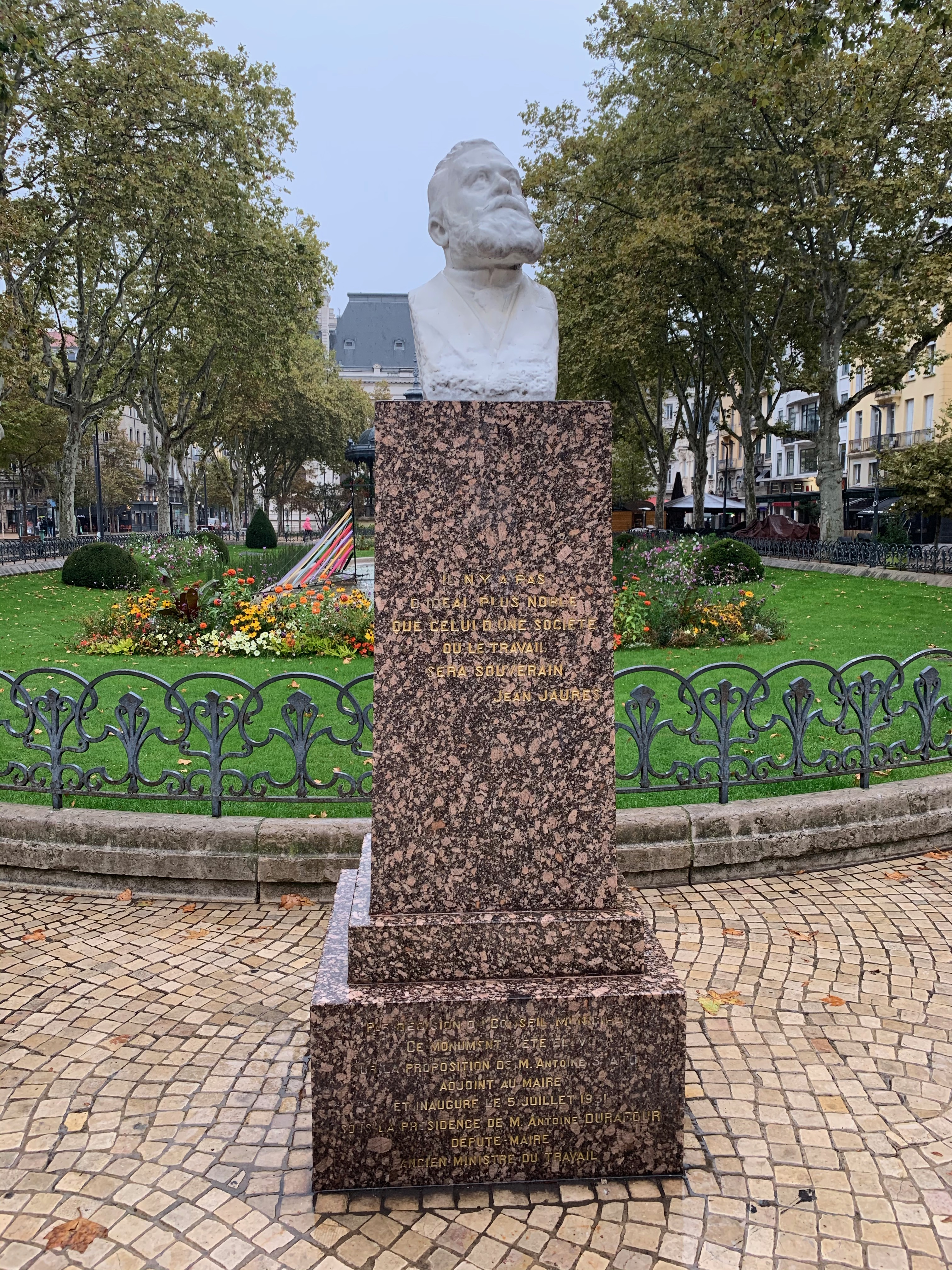
Buste en hommage à Jean Jaurès à Saint-Étienne

## Les monuments aux morts dans la première partie duXXesiècle
Entre les années 1919 et 1930, le département de la Loire, comme le reste de la France, a connu un ensemble de constructions de Monument aux morts.
La volonté de l'État de célébrer ses morts s'est traduit à travers une quasi-obligation pour les conseils municipaux de commander des monuments aux morts à travers des contributions d'associations, des contributions également de particuliers et bien entendu des contributions de la part de différents ministères (ministère des anciens combattants et ministère de l'Intérieur le plus généralement).

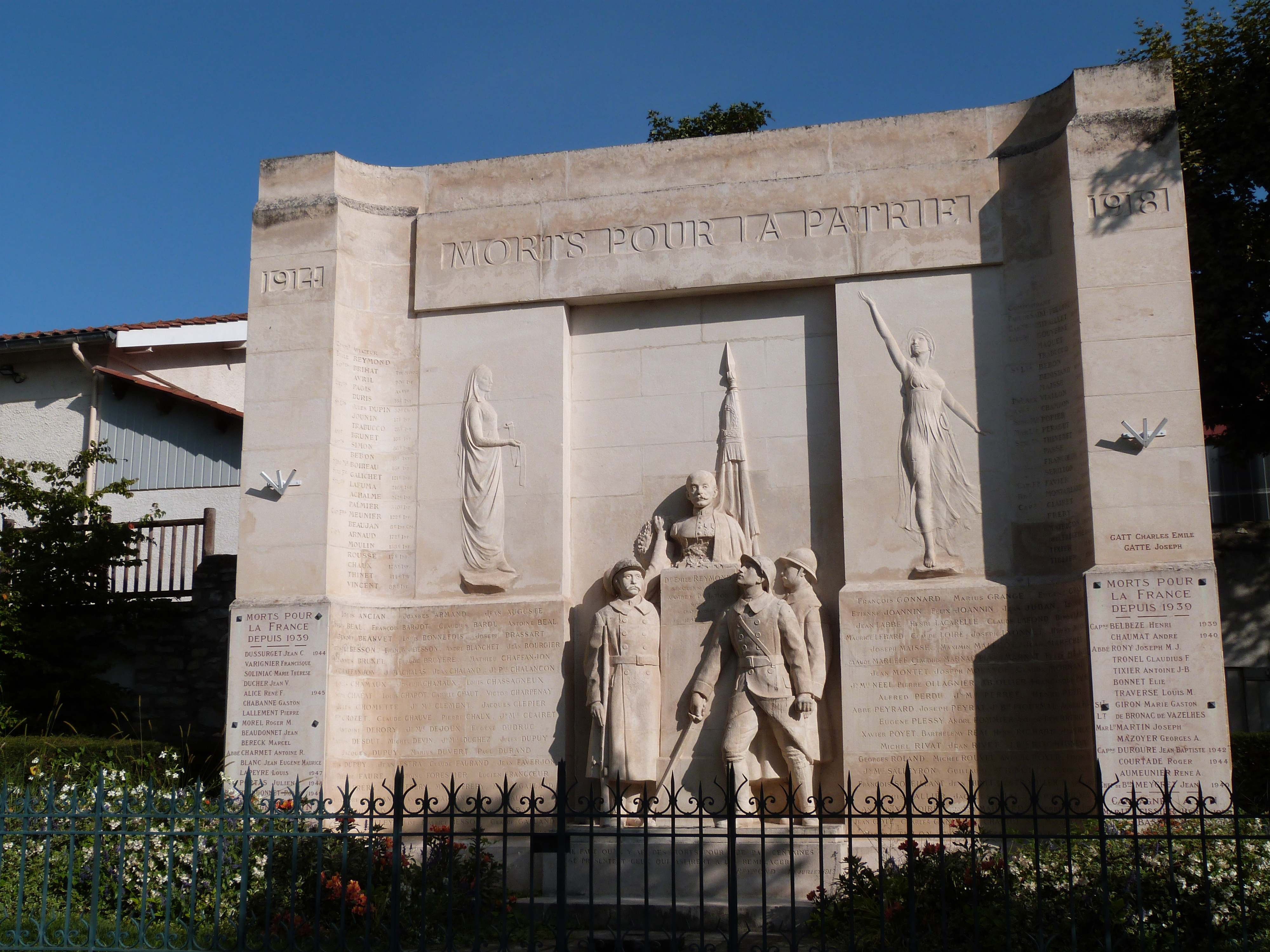
Monument aux morts de la ville de Montbrison

Parmi les différents monuments aux morts construits dans une période allant de 1919 aux années 1930, nous pouvons citer l'exemple du monument aux morts de la ville de Montbrison. Il s'agit d'une œuvre du sculpteur Albert Bartholomé, également investigateur d'un monument aux morts au cimetière du Père-Lachaise. Ce monument porte les noms des 188 montbrisonnais décédés lors de la Guerre. Evènement important dans le cœur de la ville, l'inauguration de ce monument, comme beaucoup d'autres dans le même cas, est également l'occasion d'être utilisé comme propagande par les services de l'État, en invitant de nombreux ministres, dont le président de la République française Paul Deschanel (qui chute durant le trajet en train par dessus un wagon, puis qui est momentanément porté disparu à la suite de cet événement, ce qui l'empêche d'assister à ladite inauguration)
Dans cette idée de sauvegarde de la mémoire des soldats tombés pour la France, le monument est constitué de différentes parties. Ce monument avec au centre un buste à la gloire première de l'un de ses sénateurs locaux, Émile Reymond, mort le 22 octobre 1914 en occupant un poste d'aviateur. Enfin, les 188 noms des montbrisonnais morts lors de la Grande Guerre sont inscrits sur le monument.

## Fonte des statues lors de la Seconde Guerre mondiale
À partir de la loi d'octobre 1941 relative à la « récupération des métaux non ferreux », l'ensemble du territoire français gouverné par le régime de Vichy, dont la Loire, voit ses statues et monuments construits à partir de bronze, d'étain et de cuivre, enlevés de leurs places et fondus. Cette pratique systématisée en France métropolitaine par le régime d'Allemagne nazie à partir de mai-juin 1940, vise à récupérer l'ensemble de ces éléments qui jouent d'un rôle au premier plan dans la production industrielle et dans l'économie de guerre.
Ces statues sont également fondue pour répondre à une « politique esthétique », visant à l'épuration des monuments d'arts (plus que des monuments de commémorations), construits durant la Troisième République et qui défiguraient le paysage politique et artistique voulu par l'État français du Maréchal Pétain, politique doublée par la volonté de plaire à l'occupant Allemand.
Une multiplicité de causes interviennent donc dans la fonte des statues lors de la Seconde Guerre mondiale : politiques, économiques et esthétiques.